# عبد الحي ملاخ
عبد الحي ملاخ، من مواليد 1947 في مراكش/المغرب، رسام، وهو أيضًا الأمين العام للجمعية المغربية للفنون التشكيلية.

## سيرته
أنهى عبد الحي ملاخ دراسته الجامعية في الرباط وباريس. وقد كان يتردد بشكل كبير على ورشة الرسام بن علال بتوجيه من جاك عزيمة. في عام 1973، شارك، إلى جانب مجموعة من الفنانين المراكشيين، في المعرض الرسمي للرسامين الشباب في ساحة جامع الفنا والذي يدعى الموقف 73، والذي نظم بشكل خاص رد فعل على ندرة المعارض الفنية في ذلك الوقت، والصعوبات التي يواجها الفنانون الشباب لعرض أعمالهم هناك.
صار عضوا مؤسسا للجمعية المغربية للفنون التشكيلية (AMAP) عام 1974 ونقابة الفنانين التشكيليين المغاربة عام 1988. ملاخ هو مؤسس مشارك للمشتركة العامة للفنانين المغاربة. يعيش ويعمل في الدار البيضاء.
بعد تعليمه الجامعي، أسس ملخ منهجه ووجد طريقه: العلامات والرمز. هذا الاختيار ليس مصادفة بالتأكيد إذ أن تأثير التراث المغربي وذكريات اللاوعي الجماعي يغذي بحثه الذي يصفه بـ «الانطباعية الإيمائية». إنها العلامة التي تؤسس منهجه وتعطيه الخصوصية.
يتسلل اللون وراء سقالات مميزة من الرموز: العين والمثلث واليد. كلها منسقة في جو من «التعويذة» لإعادة إحياء ثقافة شعبية راسخة. في وسط الأزقة الصاخبة لمراكش حيث تجذب الرسوم المتحركة جميع الحواس، عرف الفنان كيف يتقن علاقته بالفضاء. ينبهر أحيانًا بالكتابات على الجدران والرموز التي تحمل وشماً على الجدران العنيدة، وأحياناً مفتون بأحذية من الصوف مختومة بألوان زاهية. وهكذا، يقدم عبد الحي ملاخ لوحات بألوان غنية ودافئة وباردة مع رموز إشارات منتشرة في كل مكان تقريبًا. الحمامة ترمز إلى السلام. أما الجنين فهو يمثل الإبداع والولادة والاستمرارية والحياة«. العين حكمة ومعرفة. بعض الأهرامات المبهمة، الحروف العربية الخطية، الحلزونات، الأيدي مغطاة بتصاميم تذكر بالحناء. علاوة على ذلك، فإن الضوء هو المادة الحقيقية لوحته. تزداد لوحاته بشكل متزايد لعبة ألوان ضخمة بين الشفافية والتعتيم بالوسائل الوحيدة للرسم الخالص». تخلق لهجات التأثيرات الملونة جوًا، ومساحة، تواجه الواجهة والإطار.
في عام 2005 صرح بأن الفن التشكيلي في المغرب يعاني دائما من غياب المتاحف.
عبد الحي ملخ لديه ورشة عمل في الدار البيضاء. في عام 2007 درس ابنه الهندسة في روان.

## مجموعته
- القصر الملكي المغربي
- مجموعة الأمير سلطان بن عبد العزيز
- بلدية باريس
- مؤسسة فورد - الولايات المتحدة الأمريكية
- البنك الدولي - الولايات المتحدة الأمريكية
- متحف تشيس مانهاتن بنك
- متحف بغداد - العراق
- مطار جدة الدولي
- البرلمان المغربي
- مؤسسة التجاري وفا بنك
- تأسيس بنك المغرب
- مؤسسة BMCI
- تأسيس SGMB
- تأسيس بنك CIH

## المعارض الشخصية
- 2016 : يوميات السفر، الرباط [2]
- 2011 : معرض يونيك - باريس
- 2009 : على ضوء عبد الحي الملخ مقر الوكالة الفرنسية للتنمية (AFD) بباريس [3]
- 2009 : مراكش [4]
- 2008 : صالة باب رواح - الرباط
- 2006 :
  - مهرجان السينما الدولي - قصر المؤتمرات - مراكش
  - صالة Memo Art - الدار البيضاء
- 1998 : غاليري لو بورتال - كيبيك
- 1996 : المهرجان الدولي للنحت على الجليد - فالوار